# 奈良県道35号橿原高取線
奈良県道35号橿原高取線（ならけんどう35ごう かしはらたかとりせん）は、奈良県橿原市から高市郡高取町に至る県道（主要地方道）である。

## 概要
奈良県橿原市曲川町を起点とし、高市郡高取町下土佐に至る。

### 路線データ
- 陸上距離：9.9 km ※
- 起点：橿原市曲川町（曲川町西交差点、国道165号交点）
- 終点：高市郡高取町下土佐（下土佐交差点、国道169号交点）

※橿原市一町地内の旧道は含まない

## 歴史
- 1993年（平成5年）5月11日 - 建設省から、県道橿原高取線が橿原高取線として主要地方道に指定される[1]。

## 路線状況

### 重複区間
- 国道24号（橿原市新堂町東 - 橿原市新堂ランプ）
- 奈良県道133号戸毛久米線（橿原市一町 - 高市郡高取町車木）

## 地理

### 通過する自治体
- 橿原市
- 大和高田市
- 高市郡高取町

### 交差する道路
| 交差する道路                  | 交差する場所 | 交差する場所 | 交差する場所 | 交差する場所 | 備考                                        |
| ----------------------------- | ------------ | ------------ | ------------ | ------------ | ------------------------------------------- |
| 国道165号                     | 奈良県       | 橿原市       | 橿原市       | 曲川町西     |                                             |
| 国道24号 橿原バイパス         | 奈良県       | 橿原市       | 橿原市       | 新堂町東     | ※ここから橿原市新堂ランプまで国道24号と重複 |
| 国道24号 E91 大和高田バイパス | 奈良県       | 橿原市       | 橿原市       | 新堂ランプ   |                                             |
| 奈良県道133号戸毛久米線       | 奈良県       | 橿原市       | 橿原市       | （一町）     |                                             |
| 奈良県道118号御所高取線       | 奈良県       | 高市郡       | 高取町       | 郡界橋東詰   |                                             |
| 奈良県道211号兵庫柏原線       | 奈良県       | 高市郡       | 高取町       | （車木）     |                                             |
| 奈良県道120号五條高取線       | 奈良県       | 高市郡       | 高取町       | 新橋本橋東詰 |                                             |
| 国道169号                     | 奈良県       | 高市郡       | 高取町       | 下土佐       |                                             |

※ 交差する場所の括弧書きは地名、それ以外は交差点名で表示

### 沿線にある施設など
- イオンモール橿原
- 佐藤薬品工業
- 高取町役場
- 奈良県森林技術センター